# Lorella Morlotti
Lorella Morlotti (Bergamo, 1958) è un'attrice italiana.

## Biografia
Lorella Morlotti inizia la carriera di attrice nel 1980 nel film Una vacanza bestiale di Carlo Vanzina. Diventa nota al grande pubblico per il ruolo della figlia del protagonista nel film di Luciano De Crescenzo Così parlò Bellavista del 1984. In seguito recita in Sposi e nel film Magnificat entrambi con la regia di Pupi Avati.
Laureatasi in lettere e filosofia indirizzo spettacolo, frequenta dal 1989 al 1991 il Centro Stabile "Duse Studio" di Francesca De Sapio. Ha preso parte al gruppo di scrittura teatrale con Giuseppe Manfridi e Antonio Calenda e studiato sceneggiatura con Robert McKee al Centro Sperimentale.
Debutta alla regia con il documentario I Chow nel 1997. Nel 2000 apre insieme a Ida Sansone la società di produzione cinematografica Pawaland. Realizzatrice di documentari e sceneggiatrice è anche produttrice cinematografica e di sit-com. Nel 2003 dirige il cortometraggio 7 meno 1 minuto.

## Filmografia

### Attrice

#### Cinema
- Una vacanza bestiale, regia di Carlo Vanzina (1980)
- Sconcerto Rock, regia di Luciano Manuzzi (1982)
- Favoriti e vincenti, regia di Salvatore Maira (1983)
- Così parlò Bellavista, regia di Luciano De Crescenzo (1984)
- Segreti segreti, regia di Giuseppe Bertolucci (1984)
- Sposi, regia di Antonio Avati, Pupi Avati (1988)
- Riflessi in un cielo scuro, regia di Salvatore Maira (1991)
- Magnificat, regia di Pupi Avati (1993)
- Donne in un giorno di festa, regia di Salvatore Maira (1993)

#### Televisione
- Investigatori d'Italia – serie TV (1987)
- Valentina – serie TV (1989)

### Regista
- I Chow – documentario (1997)
- 7 meno 1 minuto – cortometraggio (2003)
- Memoriae – cortometraggio (2004)
- Medea Solista – spettacolo teatrale (2006)